# Cristóbal de Zayas
Cristóbal de Zayas Guzmán y Moscoso (Écija, Andalucía, 16 de noviembre de 1711-11 de julio de 1793) fue un militar y político español. Fue gobernador y capitán general de Yucatán de 1764 a 1771, durante el reinado de Carlos III de España. De regreso en España llegó a ser gobernador y comandante general de Madrid recibiendo la gran cruz de la Orden de Carlos III en 1789.

## Datos históricos
Cristóbal de Zayas asumió el poder político de la provincia de Yucatán en 1764.
De inmediato puso manos a la obra en las tareas que traía encomendadas que eran la de reorganizar las milicias provinciales y poner coto a los actos de pillerías e invasión flagrantes que realizaban los filibusteros ingleses en los litorales de la península de Yucatán, particularmente en su costa oriental, al sur de Bacalar en el actual territorio de Belice. Se trataba de crear una fuerza militar que con disciplina y capacidad pudiese hacer frente a los actos de violencia constante y de despojo a que se enfrentaban la población y la economía de Yucatán.
Entre los acontecimientos graves que tuvo que enfrentar durante su gestión el gobernador Zayas estuvieron por un lado la expulsión de los jesuitas de los territorios del imperio español determinada por la llamada pragmática sanción de 1767 que, el 2 de abril de ese año, mandó publicar Carlos III de España al tenor del siguiente encabezado: «Pragmática sanción de su Magestad en fuerza de ley para el estrañamiento de estos Reynos a los Regulares de la Compañía, ocupación de sus Temporalidades, y prohibición de su restablecimiento en tiempo alguno, con las demás prevenciones que expresa» y que el gobernador Zayas hizo cumplir de inmediato y con lujo de fuerza tanto en Mérida como en Campeche ciudades donde tenían esas llamadas temporalidades dichos religiosos en el territorio de Yucatán. A ellos se les embarcó desde el puerto campechano de manera expedita rumbo a Santa María, España, para su consecutivo destierro a Italia, siguiendo la orden real.
Se vivió también en Yucatán entre los años 1769 y 1770 una terrible hambruna producida por una gran plaga de langosta que arruinó los cultivos y la agricultura de la provincia, que después de eso tuvo que sufrir además una sequía excepcional que terminó por deprimir la producción de alimentos y por agotar las reservas con que se contaba en todo el territorio de la capitanía general.
Concluyó la administración de Cristóbal de Zayas el 18 de febrero de 1771 cuando este entregó el poder al brigadier Antonio Oliver quien llegó a Yucatán con nombramiento directo de Carlos III.